# Olício Gadia
Olício Gadia (Marília, 2 de julho de 1928 -- Rio de Janeiro, 1 de maio de 1988) foi um enxadrista brasileiro, duas vezes campeão brasileiro (1959 e 1962).

## Vida e Carreira
Olício Gadia formou-se em direito, e trabalhou na Caixa Econômica Federal como procurador. Nunca casou-se nem teve filhos. Jogava xadrez no Clube de Xadrez Guanabara.

## Curiosidades
Em 1965, quando venceu pela primeira vez o campeonato brasileiro, Mequinho jogava a penúltima rodada com Olício Gadia quando a partida foi suspensa. Então, Gadia, convicto que o garoto Mecking não se arriscaria em uma sessão de suspensas já que o empate lhe garantia título, falou:
-- Proponho o empate!
-- Proponho que o senhor abandone!! - exclamou Mequinho.
O riso foi geral entre os assistentes. A seguir, o garoto demonstrou com presteza como ganharia o final. Gadia acompanhou a análise e vendo que a vitória de Mecking era incontestável, abandonou a partida na hora.